# Bódhi

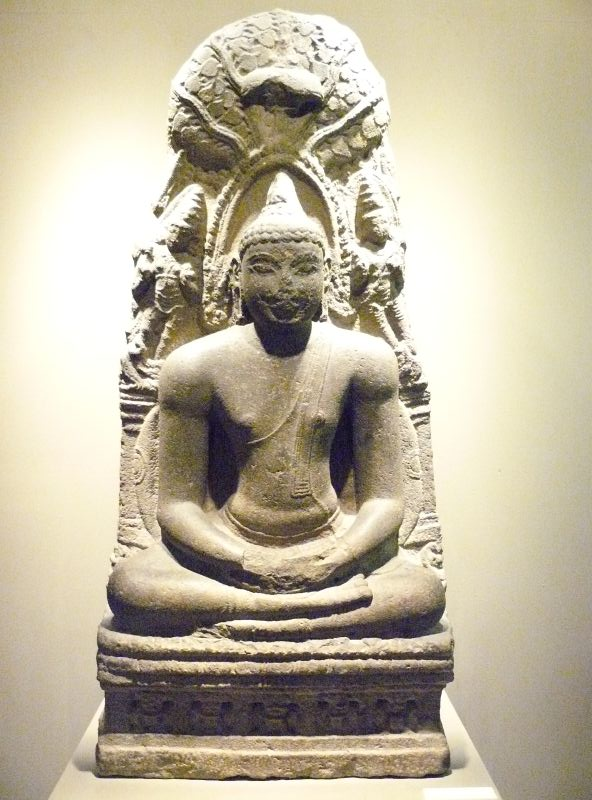
A bódhifa alatt meditáló Buddha szobra.

A bódhi  (szanszkrit: बोधि illetve páli) a buddhizmusban az a tudás, amellyel egy buddha rendelkezik a dolgok igaz természetéről. Hagyományos magyar fordítása megvilágosodás, szó szerinti jelentése "felébredés" (a "budh" igető jelentése felébredni). A bódhi az oksági mechanizmus (függő keletkezés) teljes megértése, amely az anyagi világba való beleszületés és a szenvedés (dukkha) megtapasztalásának magyarázata. A kifejezést legáltalánosabban a buddhizmusban használják, de ugyanez a koncepció létezik más indiai filozófiákban és hagyományokban is.

## Jelentése
Az indiai vallások szoteriológiai (megváltástani) célja a megszabadulás vagy móksa (más néven mukti). A megszabadulás egyszerre jelenti a szenvedéstől és a létezés örök körforgatagától való szabadságot. A srámanikus (nem védikus indiai vallási mozgalom) hagyományokban arhatnak (szanszkrit; páli: arahant) nevezik azt, aki elérte a teljes megszabadulást. A megtisztelő cím jelentése "érdemes".
Buddha tanításaiban a megszabadulás a nem-tudásból (páli: Moha) való kijövetelt jelenti, ezért ezt az utat a "felébredés ösvényének" is nevezik. A nirvánába vezető úton a gyakorló megtapasztalja a dolgok valódi természetét. A dolgokra és jelenségekre jellemző mechanizmus a pratítja-szamutpáda, a függő keletkezés. Ennek teljes megértése a bódhi.

## Buddha felébredése
A théraváda hagyományba tartozó Szutta-pitaka szöveggyűjteményben szerepelnek szövegek, amelyben leírják Buddha megvilágosodását.
Az Arijaparijeszana-szutta elmeséli, hogy Buddha elégedetlen volt Álára Káláma és Udaka Rámaputta tanításaival így tovább vándorolt Magadha országban, majd rátalált egy kellemes helyre, ahol később végül elérte a nirvánát.
A Mahaszaccsaka-szutta leírja az aszkéta gyakorlatokat, amikkel felhagyott. Ezután visszaemlékezett egy spontán módon elért dhjána tudatállapotra gyermekkorából. Ezután dhjána gyakorlatokba kezdett. Miután végzett a zavaró tudati tényezőkkel és elmélyült tudatában, három tudásra tett szert (vidhjá):
1. belátás előző életeibe
2. belátás a karma és az újraszületés működésébe
3. belátás a négy nemes igazságba

A szutta szerint ezen a belátások által Buddha azonnal megvilágosodott, avagy "felébredt."

## A buddhista ösvény
A buddhista hagyományok különbözőfélképpen írják le a buddhista ösvényt (magga) a megszabadulás felé. A théraváda hagyományba tartozó Szutta-pitaka leírást ad erről az ösvényről. Úgy tartják, hogy az ösvény követésével elérhető a buddhaság szintje, amely előtt megszűnik a tíz béklyó és az akaratlagos cselekedetek, amelyek az érző lényeket a létezés örök körforgatagához láncolják.
A théraváda hagyomány a Buddhagósza által leírt Viszuddhimagga tanait követi. Ebben szerepel a megvilágosodás négy szintje: a szotápanna, a szakadágámi, az anágámi és az arhat.
Háromféle buddhát különböztetnek meg:
- Szamjakszambuddha (páli: szammaszambuddha), gyakran egyszerűen csak Buddha, aki elérte a szamjakszambódhi-t.
- Pratjékabuddha (páli: paccsekabuddha) - akik spirituális tanító nélkül, önerőből érik el a megvilágosodást, de nem tanítják a dharmát.[12]
- Srāvakabuddha (páli: szávakabuddha) - ide tartozik az arhat (páli: arahant), akik a megvilágosodást úgy érik el, hogy követik egy buddha tanításait.[12]

### Buddha-természet
A Tathágata garbha szövegeiben és az egyéb Buddha-természet tanításokban a bódhi az egyetemes, természetes és tiszta tudatnak felel meg, amely folyamatosan jelen van, azonban nem tapasztaljuk a tudati szennyeződések miatt. Ezekről a tanításokról szól a Súrangama-szútra és az Uttaratantra.
A Singon buddhizmusban a bódhi állapot a tudat természetes állapota. Ugyanez a jógácsára gyakorlatban a dzogcsen.

## Internetes források
1. ↑  Samyutta Nikaya 56.11 Dhammacakkappavattana Sutta: Setting the Wheel of Dhamma in Motion
2. ↑  Digha Nikaya 2 Samaññaphala Sutta: The Fruits of the Contemplative Life
3. ↑  Thanissaro Bhikkhu: Stream Entry Part 1: The Way to Stream-entry